# 헤일로 (시리즈)
《헤일로》(Halo)는 번지에서 만든 밀리터리 SF 미디어 프랜차이즈이다. 이 게임 시리즈는 현재 343 Industries에서 개발하고 엑스박스 게임 스튜디오가 소유 및 유통한다. 이 시리즈는 스파르탄이라는 코드명을 가진 특수군인 중 하나인 마스터 치프 시에라 117"존"과 그의 인공 지능 동료인 코타나의 이야기를 중심으로 한다.
오리지널 3부작은 인류와 코버넌트로 알려진 외계인 연합 간의 성간 전쟁에 대한 이야기이다..  사제라고 불리는 종교 지도자들이 이끄는 코버넌트는 기생체 플러드를 물리치다가 멸망한 선조로 알려진 고대 문명을 숭배한다. 동명인 헤일로는 선조가 플러드를 제거하기 위해 만든 거대하고 생태계가 이루어진 고리 모양의 무기이다. 그러나 코버넌트는 위대한 고행을 위한 종교적 유물로 잘못 알고 있었다. 이것은 이언 뱅크스의 소설에 있는 오비탈의 개념과 비슷하고 래리 니븐의 링월드 와도 비슷하다.
헤일로는 엑스박스의 " 대표작 "으로 간주되는 1편과 함께 비평가들의 찬사를 받았다. 이로 인해 " 헤일로 킬러"라는 용어가 헤일로 보다 더 낫거나 헤일로를 뛰어넘으려는 콘솔 게임을 설명하는 데 사용되었다. 헤일로: 전쟁의 서막의 성공과  마이크로소프트의 마케팅에 힘입어 후속편은 기록적인 판매를 기록했다. 2015년까지 게임은 6500만 장 이상 판매되었고, 매출은 3억 4천만 달러에 달했다. 2021년 2월 그 수치는 8,100만 장까지 증가했다.  이후 헤일로는 역사상 가장 높은 수익을 올린 미디어 프랜차이즈 중 하나가 되었다. 이러한 흥행으로 인해 프랜차이즈는 다른 미디어로 확장되었다. 헤일로 시리즈는 이제 여러 베스트셀러 소설, 그래픽 노블, 만화책, 단편 영화, 애니메이션 영화, 장편 영화 및 기타 제품에 걸쳐 있다.
메인 시리즈의 여섯번째 게임인 헤일로 인피니트는 프랜차이즈 20주년을 맞는 해인 2021년의 11월 15일에 멀티플레이어 베타를 출시했다. 헤일로 인피니트의 싱글 플레이어 캠페인이 2021년 12월 8일에 출시되었다.

## 줄거리
수십만 년 전, 수호자의 의무는 선각자에게 있었다. 그러나 선각자들은 그 의무를 인류에게 넘겨주고 싶었다. 이에 분노한 선조들은 선각자들을 멸망시켰다. 마지막 선각자 중 하나는 다른 선각자에게 퍼지기를 바라며 포자를 내보내었다. 포자는 들불처럼 번졌다. 그러나 포자는 선각자를 만드는 대신 플러드라는 기생충을 만들었다.   선조들은 플러드와 싸웠다. 지적 생명체의 감염을 통해 퍼진 플러드는 우리 은하의 대부분을 파괴했다. 선조는 최후의 수단으로써 헤일로를 구상했다. 헤일로는 은하계의 모든 지적 생명체를 파괴하여 플러드의 확산 막을 최후의 결전병기이다. 그후 선조들은 고리를 작동시키고 사라졌다.
거의 십만년에 가까운 세월이 흐른후인 26세기에 인류는 국제연합 우주사령부(UNSC)의 주도로 슬립스페이스라는 초공간 도약기술을 이용해 많은 우주 식민지를 확보하였다. 지구 정부와 독립을 원하는 식민지 사이의 갈등은 폭력사태를 야기하기도 했다. UNSC는 분리주의 운동을 비밀리에 진압하는 것을 목적으로 하는 강화된 군인 특수부대를 만들기 위해 스파르탄-II 프로젝트를 시작한다. 2525년, 인류는 코버넌트로 알려진 외계 종족 엽합의 공격을 받는다. 코버넌트 지도부는 인류를 이단이자 그들의 신인 선조에대한 모목 선언하고 인류 멸절을 위한 성전을 시작한다. 코버넌트의 우수한 기술과 많은 병력은 인류에 대해 우위를 점하게 했다. 스파르탄들은 강했으나 숫자가 부족했다. 코버넌트가 지구를 제외한 UNSC의 마지막 주요 거점인 리치를 함락시킨 후, 마스터 치프는 남은 몇 안 되는 스파르탄 중 한 명이다.
헤일로의 재발견은 인간이 코버넌트에 맞서게 한다. 마스터 치프와 그의 인공 지능 코타나는 코버넌트와 플러드의 위협을 막기 위해 헤일로를 파괴한다. 코버넌트는 상헬리 종족이 추방된 후 내전이 시작되었고, 많은 코버넌트 구성원들이 그들의 종교가 거짓이라는 것에 대해 싸웠다. 아비터로 알려진 전 코버넌트 상헬리 사령관은 나머지 종족과 함께 인간이 코버넌트를 파괴하고 그 지도자인 진실의 사제가 아크를 통해 헤일로를 활성화하는 것을 막도록 돕는다. 인류-코버넌트 전쟁은 끝이 났지만, 우주 전역에서 갈등이 계속되고 있다.
전후에 UNSC는 차세대 스파르탄들을 만들고 UNSC와 식민지 사이의 긴장이 촉발된다. 다이댁트로 알려진 선조는 인류에 대한 패권을 위해 돌아왔지만, 마스터 치프와 코타나에 의해 저지된다. 코타나는 없어진 것으로 알려져 있었으나, 도메인이라는 선조 지식 저장소에 연결되어 코타나는 영생을 얻게된다. 코타나는 피조물만이 수호자의 의무를 다할 수 있다는 사상에 입각하여 인공지능들과 함께 우주를 재패한다. 그후 코타나를 위시한 피조물들은 저힐라네를 주축으로한 외계 세력인 배니시드와의 전쟁을 한다.배니시드는 결정적으로승리하여 코타나를 제거하고 은하계의 지배적인 세력이 된다.

## 게임 시리즈
| 2001년 | 헤일로: 전쟁의 서막            |
| 2002년 |                                |
| 2003년 |                                |
| 2004년 | 헤일로 2                       |
| 2005년 |                                |
| 2006년 |                                |
| 2007년 | 헤일로 3                       |
| 2008년 |                                |
| 2009년 | 헤일로 워즈                    |
| 2009년 | 헤일로 3: ODST                 |
| 2010년 | 헤일로: 리치                   |
| 2011년 | 헤일로: 전쟁의 서막 애니버서리 |
| 2012년 | 헤일로 4                       |
| 2013년 | 헤일로: 스파르탄 어썰트        |
| 2014년 | 헤일로: 마스터 치프 컬렉션     |
| 2015년 | 헤일로: 스파르탄 스트라이크    |
| 2015년 | 헤일로 5: 가디언즈             |
| 2016년 |                                |
| 2017년 | 헤일로 워즈 2                  |
| 2017년 | 헤일로 recruit                 |
| 2018년 | 헤일로: 파이어팀 레이븐        |
| 2019년 |                                |
| 2020년 |                                |
| 2021년 | 헤일로 인피니트                |

### 오리지널 3부작
오리지널 헤일로 3부작 게임은 번지에서 개발한 1인칭 슈팅 게임이다. 시리즈의 첫 번째 타이틀은 2001년 11월 15일에 출시된 엑스박스용 헤일로: 전쟁의 서막이다. 이 게임은 처음에 Windows 및 macOS용으로 출시될 예정이었으나 마이크로소프트가 2000년 번지를 인수하여 게임이 엑스박스 출시 타이틀이 되었고, PC버전의 경우 출시가 2년 연기되었다. 헤일로: 전쟁의 서막은 전체 3부작에서 공통적으로 찾아볼 수 있는 많은 게임 플레이 및 테마를 도입했다. 플레이어는 도보로 이동하거나 차량을 타고 다양한 외계인과 전투를 벌여 목표를 완료하는 동시에 Halo의 비밀을 파헤치려 한다. 헤일로:전쟁의 서막에서 새롭게 도입된 시스템은 플레이어가 휴대할 수 있는 무기의 수를 2개로 제한하여 선호하는 무장을 신중하게 선택하도록 한 것이다. 플레이어는 제한된 수의 수류탄뿐만 아니라 원거리 및 근접 공격으로 싸운다. 번지는 "무기-수류탄-근접" 형식을 "골든 트라이앵글 오브 헤일로라고 언급하며, 이는 3부작 전체에서 변경되지 않았다. 헤일로: 전쟁의 서막에서 플레이어의 체력은 기본적인 체력과 지속적으로 충전되는 에너지 보호막의 내구도의 합이다. 속편은 히트 포인트 시스템을 포기하지만 스핀 오프로 회귀한다. 윈도우 및 Mac OS X 이식은  Gearbox Software 의해 진행되었으며 각각 2003년 9월 30일 및 11월 11일에 출시되었다. Halo: Custom Edition이라는 제목의 독립 실행형 확장이 윈도우즈 독점으로 출시되었으며 플레이어가 게임에 대한 사용자 지정 콘텐츠를 만들 수 있다.
후속작인 헤일로 2 는 2004년 11월 9일 엑스박스 용으로 출시되었으며 이후 2007년 5월 17일 윈도우즈 비스타용으로 출시되었다. 처음에 게임은 두 가지 버전으로 출시되었다. 게임 디스크와 기존 엑스박스 패키지가 포함된 표준 버전, 그리고 추가 보너스 DVD, 추가 소책자 및 약간 다른 사용자 설명서와 함께 특별히 설계된 알루미늄 케이스가 포함된 콜렉터즈 에디션이 출시되었다. 헤일로 2는 새로운 게임 플레이 요소를 도입했으며 그 중 가장 중요한 것은 " 양손 사용 "로 알려진 두 개의 무기를 동시에 들고 발사할 수 있는 기능이다. 전작과 달리 헤일로 2 엑스박스 라이브를 통한 온라인 멀티플레이어를 지원했다. 이 게임은 "매칭"을 사용하여 특정 유형의 게임을 찾는 플레이어를 그룹화하여 온라인 매치에 쉽게 참가할 수 있도록 했다. 이것은 현재 온라인 게임에서 일치 항목을 찾는 데 사용되었던 보다 전통적인 "서버 목록" 접근 방식에서 변경된 것이었다. 출시와 함께 헤일로 2는 그 주에 엑스박스 라이브 서비스에서 가장 많은 사람들이 플레이한 게임이 되었고, 2년 이상 이 타이틀을 유지했다. – 모든 게임에서 가장 긴 연속 기록이었다.
헤일로 3는 헤일로: 전쟁의 서막으로부터 시작된 헤일로 오리지널 3부작의 마지막 게임이었다. 게임은 2007년 9월 25일 엑스박스 360으로 출시되었다 차량 및 무기, 아이템이 추가되었다. 이 게임에는 또한 Forge로 알려진 맵 편집 도구가 포함되어 있어 플레이어가 무기 및 상자와 같은 게임 오브젝트를 기존 멀티플레이어 맵 에 삽입할 수 있었다.  플레이어는 게임 플레이 세션의 기록을 저장하고 모든 각도에서 비디오로 볼 수 있다.
E3 2014에서 마이크로소프트와 343 인더스트리는 엑스박스 원용으로 2014년 11월 11일에 출시된 헤일로: 마스터 치프 컬렉션을 발표했다. 게임에는 헤일로: 전쟁의 서막, 헤일로 2, 헤일로 3, 헤일로 4의 전체 캠페인 및 멀티플레이어 모드가 포함되어 있다. 헤일로 3: ODST 의 캠페인은 나중에 다운로드 가능한 콘텐츠로 출시되었다.

### 계승자 연대기
번지가 마이크로소프트에서 독립한 후 2009년 마이크로소프트가 설립한 기업인 343 인더스트리가 헤일로 프랜차이즈를 이끌게 되었다. 343은 이미 헤일로 레전드 애니메이션을 개발했으며 헤일로: 리치및 2011년 헤일로: 전쟁의 서막 애니버서리 의 제작을 감독했다. 시리즈의 다음 게임인 헤일로 4는 E3 2011에서 원래 "계승자 3부작"으로 알려졌던 시리즈의 첫 번째 게임으로 발표되었다. 이 게임에는 새로운 무기 유형, 개선된 지도 편집 도구, 확장된 멀티플레이어 옵션 및 지도와 같은 이전 게임의 많은 개선이 포함되었다. 헤일로 4는 2012년 11월 6일에 전 세계에 출시되어 기록적 판매를 달성했다. 스파르탄 옵스는 헤일로 4 출시 몇주 후에 공개되어 헤일로 4의 남은 이야기들을 전했다.
Halo 5: 가디언즈는 2015년 10월 27일 엑스박스 원 용으로 출시되었다. 이 게임은 주로 상헬리오스를 비롯한 여러 장소에서 진행되며 코타나를 찾으려고 하는 탈영한 마스터 치프를 찾는 스파르탄 로크의 추적을 중심으로 진행된다.
계승자 연대기의 세 번째 파트인 헤일로 인피니트는 E3 2018에서 발표되었다. 새로운 제타 헤일로에서 마스터 치프와 헤일로의 근원에 초점을 맞춘다. 이 이야기는 주로 헤일로 시리즈의 더 세부적 설정과 배니시드와의 전쟁에 중점을 둔다.

### 외전
오리지널 헤일로 3부작의 성공은 외전 게임의 개발에 박차를 가했다. 헤일로 워즈는 앙상블 스튜디오에서 엑스박스 360용으로 개발한 실시간 전략 게임이다. 2531년을 배경으로 하는 이 게임은 헤일로: 전쟁의 서막보다 21년 앞서 있는 이야기를 다룬다. 다른 콘솔 전략 게임과 달리 간단하고 직관적인 제어 방식을 개발하는 데 많은 노력을 기울였다. 이 게임은 X06에서 발표되었으며 2009년 2월과 3월에 출시되었다.
2008년 7월 MTV와의 인터뷰에서 마이크로소프트의 엑스박스 비즈니스 책임자인 돈 매트릭은 번지가 기존의 헤일로 프로젝트와 별개로 새로운 Halo 게임을 작업 중이라고 말했다. 새로운 헤일로 프로젝트의 발표는 2008년 E3 게임 박람회에서 예상되었으며 번지는 "몇 달 동안 개발 중"이라고 밝혔지만 마이크로소프트에 의해 연기되었다. 헤일로 발표는 마이크로소프트의 E3 프레젠테이션의 일부였으며 프레젠테이션을 90분으로 줄이기 위해 잘렸다. 마이크로소프트는 게임을 이벤트를 열고 싶다고 밝혔다. 9월 25일 모호한 티저 예고편이 공개된 후 프로젝트는 헤일로 3: 리콘으로 공개되었으며 나중에 헤일로 3: ODST로 변경되었다. 헤일로 2 와 헤일로 3 의 이벤트 사이를 배경으로 플레이어는 ODST(궤도 강하 타격대)라는 특수군인을 플레이한다. 게임은 2009년 9월 22일에 출시되었다.
헤일로 3를 출시한 후 번지는 오리지널 헤일로 3부작의 프리퀄을 만들기로 결정했다. 게임은 멸망할 운명의 인류 거주지에서 진행되기 때문에 게임 내 환경에 대한 초점이 광범위했다. 오랜 헤일로 작곡가 마틴 오도넬 과 마이클 살 바토리는 이야기에 맞춰 더 침울한 사운드를 목표로 사운드 트랙을 작곡했다. 헤일로: 리치는 E3 2009에서 발표되었으며 첫 번째 예고편은 2009 스파이크 비디오 게임 어워드에서 발표되었다. ODST를 구매한 플레이어는 2010년 5월에 리치의 멀티플레이어 베타에 참여할 수 있었다. 베타를 통해 번지는 출시를 확정하기 전에 소프트웨어 버그 수정 및 게임 플레이 개선에 대한 플레이어 피드백을 얻을 수 있었다. 리치의 마케팅 캠페인에 대한 마이크로소프트의 예산은 시리즈 중 가장 많았고 수상 경력에 빛나는 실사 광고, 액션 피규어 및 게임 홍보를 위한 대화형 미디어를 제작했다. 출시 첫 날 2억 달러의 수익을 올리며 프랜차이즈 흥행의 신기록을 세웠다. 리치는 북미에서 첫 달에 300만 장 이상의 판매 외에도 국제적으로 흥행했다. GamePro, IGN 및 오피셜 엑스박스 매거진 리뷰에서 "지금까지 최고의 헤일로 타이틀 "는 평가와 함께 비평이라가들의 반응은 긍정적이었다. 이 게임은 헤일로 제작에서 번지의 마지막 작업이었다.
2017년 10월 343 인더스트리는 Endeavor One 과 협력하여 헤일로 레크루트라는 가상 현실 데모 타이틀을 개발 및 출시했다.

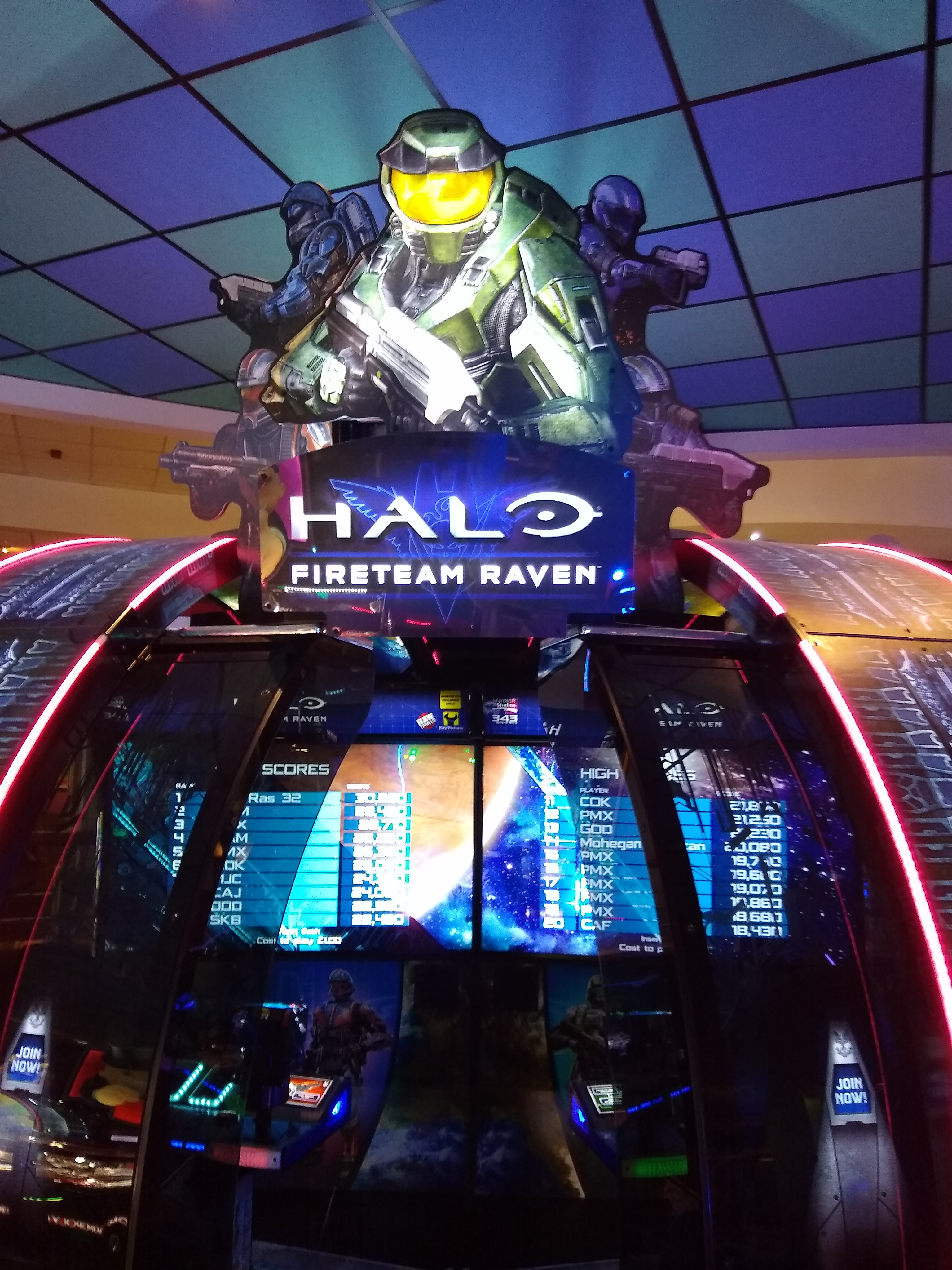
영국 에든버러에 있는 파이어팀 레이븐 아케이드 부스.

2018 년, 343 인더스트리는 로우 스릴과 플레이메카닉스와의 협업으로 아케이드 게임인 파이어팀 레이븐을 라운드 1 USA와 데이브 & 버스트즈에 공급했다. .

### 대체 현실 게임
메인 시리즈의 게임 출시를 홍보하기 위해 대체 현실 게임이 출시되었다. 암호화 이메일 시리즈인 코타나 편지는 헤일로: 전쟁의 서막 출시 이전에 번지에 의해 배포되었다. I Love Bees 는 헤일로 의 출시를 홍보하는 데 사용되었다. 2 . 이 게임은 42 Entertainment에서 만든 웹사이트를 중심으로 진행되었으며 마이크로소프트가 의뢰하고 번지가 승인했다. 게임이 진행되는 동안 오디오 클립이 공개되어 헤일로와 지구를 배경으로 한 완전한 5시간짜리 이야기를 구성했다. 2 . 마찬가지로 Iris 는 헤일로 출시를 위한 바이럴 마케팅캠페인으로 사용되었다. 3 . 헤일로 세계와 관련된 다양한 미디어 파일을 포함하는 5개의 웹 서버가 특징이다.

### 취소된 프로젝트
게임보이 어드밴스, 기즈몬도, 올트라 모바일 PC, 및 닌텐도 DS 용으로 여러 스핀오프 타이틀이 계획되거나 소문이돌았다.
2006년, 마이크로소프트는 영화 감독 피터 잭슨의 윙넛 인터랙티브가 개발할 에피소드 비디오 게임을 발표했다. 헤일로:크로니클스 라는 이름의 이 게임은 2007년에 개발 중인 것으로 확인되었으며 2008년까지 여전히 개발 팀을 고용하고 있었다. 잭슨은 2009년 게임 블로그 Joystiq에 프로젝트가 더 이상 개발되지 않는다고 말했다. 잭슨의 매니저인 켄 카민스는 2009년 1월 해고와 관련된 예산 삭감의 일환으로 프로젝트가 취소되었다고 설명했다.
앙상블 스튜디오는 헤일로 워즈 개발후 타이탄 프로젝트 또는 단순히 타이탄이라고 하는 헤일로 테마의 대규모 멀티플레이어 온라인 게임을 개발하고 있었다. 이 프로젝트는 마이크로소프트의 공식 발표 없이 2007~2008년에 내부적으로 취소되었다.
343 인더스트리는 2015년 윈도우즈 PC용 부분 유료화 헤일로 멀티플레이어 게임 헤일로 온라인 을 발표했다. 이 게임은 그 해에 러시아에서만 비공개 베타 테스트로 공개되었다. 이 게임은 헤일로 3 엔진의 수정된 버전을 사용하여 세이버 인터렉티브가 개발했으며 이노바 시스템즈에서 유통했다. 프로젝트는 2016년 8월에 취소되었다. 몇몇 플레이어들은 지역 제한을 우회하고 프로젝트의 취소 후에 신규 콘텐츠를 추가하기 위해 게임을 수정했다. "ElDewrito" 프로젝트는 게임 사용 규칙을 위반한 마이크로소프트의 법적 게시 중단을 확인했다. 그럼에도 불구하고 ElDewrito의 플레이들은 계속 남아있었으며 모드 제작자들은 그 인기가 마이크로소프트의 윈도우즈 버전 헤일로: 마스터 치프 컬렉션의 출시 계획을 앞당겼다고 주장했다.

### 다른 게임에서의 출연
Halo 캐릭터는 각각 데드 오어 얼라이브 4 및 킬러 인스팅트: 시즌 3에서 플레이 가능한 캐릭터로 스파르탄 니콜-458과 아비터가 등장했다. 마스터 치프는 2020년에 헤일로 멀티플레이어 맵에서 영감을 받은 지도와 함께 포트나이트의 플레이 가능 캐릭터로 추가되었다.
또 다른 게임인 헤일로 2600 은 플레이어가 마스터 치프를 제어하고 64개의 화면에서 다양한 적과 싸우게 한다. 2010년 마이크로소프트의 게임 유통 담당 부사장인 에드 프라이스가 Atari 2600용으로 제작했다.
헤일로 테마 곡은 기타 히어로 3: 레전드 오브 락 의 다운로드 콘텐츠로도 제공되었다. 포르자 호라이즌 4의 한 레벨에서는 플레이어가 워트호그에서 마스터 치프가 되어 맵을 가로질러 경주하게 되며, 하늘에는 헤일로 링이 나타나고 라디오에서는 코타나의 목소리가 나오며 다양한 코버넌트 기반 장애물을 피할 수 있다.

## 개발

### 번지
번지는 1991년 알렉스 세로피안에 의해 설립되었으며, 프로그래머 제이슨 존스와 함께 Jones의 게임 미노타우루스: 크레타의 미로를 출시했다. 더 규모가 작고 경쟁하기 쉽기 때문에 macOS 게임 시장에 초점을 맞춘 번지는 작은 매킨토시 게임시장에서 인기있는 게임 개발사가 되었다. 헤일로는 원래 코드명 몽키 넛츠 앤 블램!이라는, 속이 빈 세계인 솔립시스를 배경으로 하는 매킨토시용 실시간 전략 게임이었다. 행성은 결국 링월드가 되었고 아티스트 폴 러셀은 후일 게임의 제목이 될 "헤일로"라는 이름을 제안했다.
첫 번째 헤일로 게임은 1999년 7월 21일 맥월드에서 발표되었다. 원래는 맥과 윈도우즈 운영체제용 실시간 전략 게임으로 기획됐지만 이후 3인칭 액션 게임으로 바뀌었다. 2000년 6월 19일 마이크로소프트는 번지를 인수했고 헤일로: 전쟁의 서막은 엑스박스의 출시 타이틀이 되었다. 엑스박스 개발 키트를 받은 후 번지는 게임 엔진을 다시 개발하고 게임을 크게 변경하여 1인칭 슈팅 게임으로 만들었다. 첫 번째 헤일로는 온라인 멀티플레이어 모드를 포함할 예정이었지만 엑스박스 라이브를 아직 사용할 수 없었기 때문에 제외되었다.
헤일로는 내부 우려와 게임 언론사들의  비판으로 인해 엑스박스의 주력 게임이 될 예정이 아니었지만 마이크로소프트 게임 유통 부사장 에드 프라이스는 이러한 우려에 아랑곳하지 않았다. 엑스박스의 마케팅에는 콘솔의 디자인 과 유사한 녹색의 헤일로가 많이 등장했다.
게임의 성공은 2002년 8월 8일 뉴욕 X02의 마이크로소프트 프레스 이벤트에서  발표된 후속편 헤일로 2 로 이어졌다.  향상된 그래픽, 새로운 무기 및 멀티플레이어 모드가 특징이다. 헤일로 3는 2006년 E3에서 발표되었다. 세 번째 게임의 초기 개념은 2004년  헤일로 2의 발표 이전에 완료되었다.   독자적인 사내 게임 엔진 활용하고 고급 그래픽 기술을 사용했다.
번지는 마이크로소프트와의 거래의 일환으로 독립하기 전에 2개의 헤일로 게임을 더 만들었다. 2009년과 2010년에 각각 헤일로 3: ODST 와 전편 헤일로: 리치가 그 결과였다.

### 343 인더스트리
헤일로 3의 출시 이후 번지는 마이크로소프트에서 독립해 독자 법인이 되었다. 번지는 ODST와 리치 등의 개발 게임으로 헤일로 시리즈에  참여했지만, 헤일로에 대한 권리는 마이크로소프트에 남아있다. 헤일로의 모든 것을 감독하기 위해 마이크로소프트는 프랜차이즈의 관리자 역할을 하는 내부 부서인 343 인더스트리를 만들고, 이전에 번지의 직원이었던 프랭크 오코너를 343의 크리에이티브 디렉터로 임명했다.
343 인더스트리가 만들어지고 마이크로소프트는 엑스박스 라이브가 헤일로 웨이포인트라고 불리는 헤일로 프랜차이즈의 중심이 될것이라 발표했다.웨이포인트는 Xbox 360에서 액세스할 수 있으며 플레이어에게 헤일로 게임 기록을 추적하는 것 외에도 멀티미디어 콘텐츠에 대한 액세스를 제공한다. 오코너는 웨이포인트가 헤일로의 중요한 것이 될것이라고 밝혔다.
343 인더스트리의 첫 번째 새 게임인 헤일로 4는 2012년 11월 6일에 출시되어 "대체로 긍정적인" 평가를 받았다.
2014년 12월, 343 인더스트리의 보니 로스 총책임자는 헤일로 시리즈가 최소 30년 이상 지속되는 것이 마이크로소프트의 목표임을 밝혔다.
343은 나중에 2015년 10월 28일 엑스박스 원용 헤일로 5를 출시했다.
2020년 12월, 회사는 2022년 1월 13일에 엑스박스 360에서 작동하는 헤일로 게임에 대한 온라인 서비스 지원을 중단할 것이라고 발표했다. 이러한 서비스를 유지하는 데 필요한 시간과 작업은 현대 및 미래의 Halo 타이틀에 필요한 지원에 비해 우선하지 않는다고 밝혔다.
343은 2021년 12월 8일 마이크로소프트 윈도우즈, 엑스박스 시리즈 X|S 및 엑스박스 원용 헤일로 인피니트를 출시했다.

### 영향
2006년 번지 직원의 공로를 인정해 직원들이 가장 좋아하는 SF자료를 회사 웹사이트에 업로드했다. 개발자들은 헤일로 시리즈의 링 형상이 래리 니븐의 링월드와 이안 뱅크스의 문화 시리즈에서 (특히 플레바스를 생각하라와 엑세션) 영향을 받았다고 했다.   에지의 회고 기사에서 번지의 제이미 그리스머는 " 링월드 같은 것이 디자인에만 영향을 준 것이 아니다.  그것은 다른 세계에 있는 기분이 들게 한다. 거대한 규모의 장대한 이야기가 펼쳐진다."라고 했다. 그리즈머는 또한 "또한 존 스티클리의 아머에서 영감을 받았다. 아머에서 군인은 계속해서 싸워야 한다. 그 절망감, 끝없는 전투가 영향을 미쳤다."라고 말했다. 플러드는 크리스토퍼 로울리의 더 뱅에 나오는 외계인의 영향을 받았다. 마스터 치프의 이름 "존 117"은 로울리의 스타해머의 존 6725416이나 데몰리션 맨 의 존 스파르탄의 캐릭터를 참조했을 수 있다는 추측도 있다. IGN은 헤일로가 오슨 스콧 카드의 엔더의 게임에서 스파르탄 프로젝트 및 코버넌트의 디자인의 영감을 얻었을 것이라 추측하였다. 번지는 또한 제임스 카메론의 영화 에일리언 2에서 큰 영향을 받았음을 인정했다.
로저스 트래비스가 작성하고 디 이스케이피스트가 발행한 보고서에서는 헤일로를 고대 로마 시인 베르길리우스가 쓴 라틴 서사시 아이네이스 와 비교한다. 트래비스는 두 작품의 각본 사이에 유사점과 등장인물을 비교한다. 플러드와 코버넌트는 고대 카르타고와, 마스터 치프는 아이네이아스와 비슷하다.

## 음악

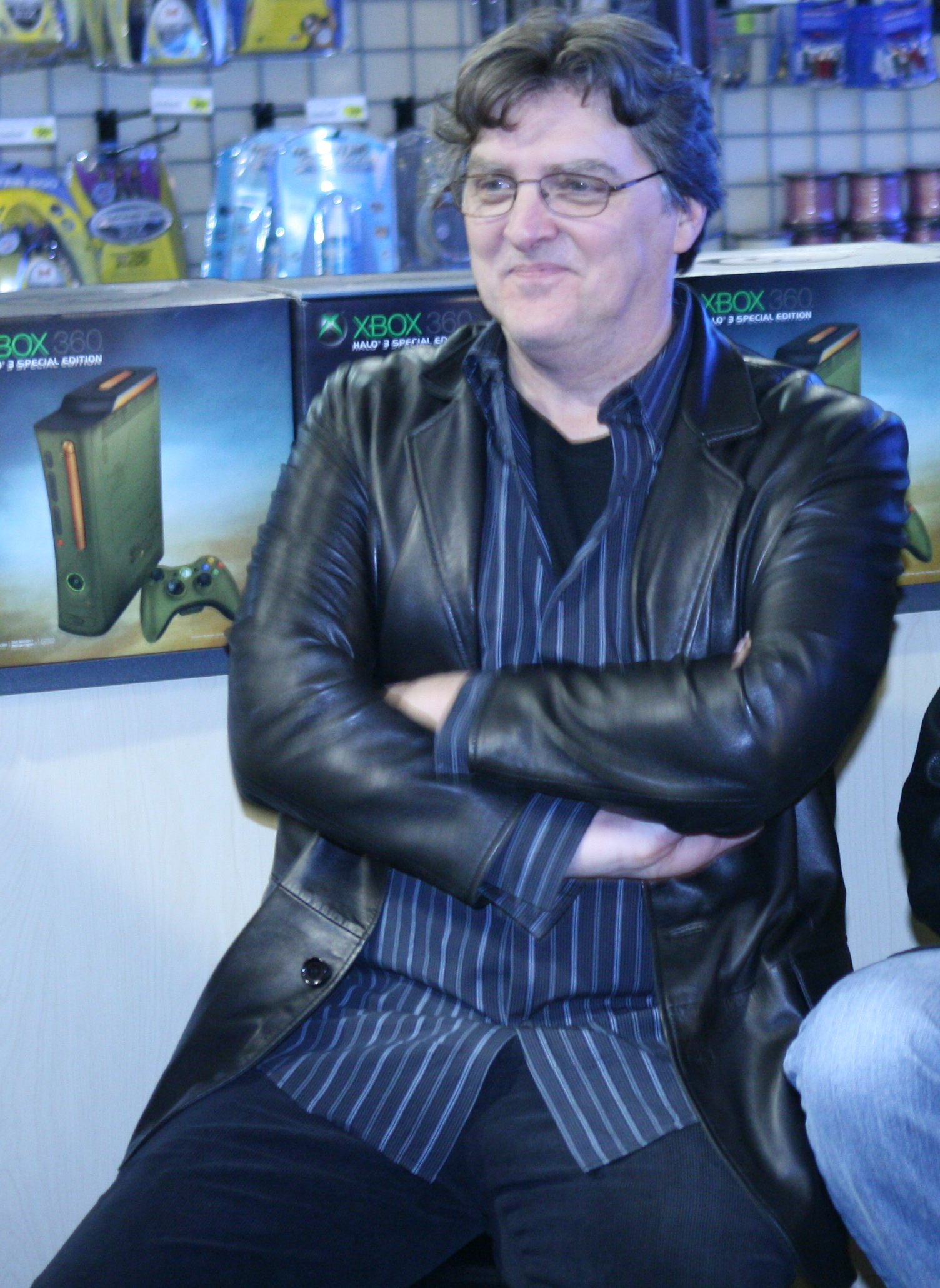
마틴 오도넬번지에서 개발한 모든 헤일로 게임의 수석 작곡가

마틴 오도넬과 마이클 살바토리는번지의 헤일로 게임을 위한 많은 음악을 제작했다. 번지는 헤일로에 대한 고대의 신비적인 무언가를 생산하려 했고, 오도넬은 그레고리오 성가의 보컬부분을 이용하기로 하고 그가 직접 참여했다. 게임 플레이의 다양한 특성으로 인해 음악은 게임 플레이에 따라 동적으로 변경되도록 설계되었다. 더 나은 청취 경험을 제공하기 위해 오도넬은 헤일로 음악을 모음곡으로 재배열해 사운드트랙을 출시했다. 헤일로 2의 경우 사운드트랙에 오케스트라 악보와 함께 인큐버스 및 브레이킹 벤저민의 곡이 수록되었고 스티브 바이는 기타 부분을 연주했다.
헤일로의 음악은 성가 음악에 대한 새로운 관심을 불러일켰다.
헤일로 2 사운드트랙에서 프로듀서 나일 로저스와 오도넬은 두 개의 볼륨으로 음악을 나누기로 결정했다. 첫 번째 볼륨은 2004년 11월 9일에 출시되었으며 모든 테마곡과 영감을 받은 음악(스티브 바이, 인큐버스, 후바스탱크가 참여)이 포함되었다. 두 번째 출시인 볼륨 2에는 볼륨 1에서 개선된 음악과 전에 나오지 못한 음악이 있었다.  헤일로 2는 전작과 달리5.1 디지털 서라운드 사운드를 최대한 활용하기 위해 믹싱되었다.  2014년, 헤일로 2 애니버서리가 출시되자 마스터 치프가 주인공인 모든 헤일로 게임을 위해 리마스터 되었다.
헤일로 3의 사운드트랙은 2007년 11월 20일에 출시되었다. 오도넬은 3부작의 끝을 수미상관의 구조로 만들기 위해 첫 사운드트랙을 활용했다.   기존에는 컴퓨터로 합성되었으나 이번 게임에서는 60인의 오케스트라와 24명의 합창단이 동원되었다.  최종 사운드트랙은 워싱턴주 시애틀의 스튜디오 X에서 노스웨스트 신포니아가 녹음했다. 사운드트랙은 2008년 12월에 번들로 제공되어 세트로 출시되었다. 헤일로 3: ODST 의 사운드트랙이 게임과 함께 출시되었으며 게임의 많은 트랙이 포함되었다.
번지의 마지막 헤일로 게임인 헤일로: 리치를 위해 오도넬과 살바토리가 참여했다.오도넬은 캠페인의 어두운 성격과 게임 스타일을 반영하기 위해 침울한 음악을 작곡했다. 번지가 헤일로 3: ODST 와 헤일로: 리치를 동시에 제작하고 있었기 때문에 오도넬도 동시에 사운드트랙을 작곡하기 시작했지만 헤일로: 리치 의 음악 제작은 헤일로 3: ODST에 비해 늦었다. 사운드트랙은 2010년 9월 15일 아이튠즈를 통해 발매되었고 2010년 9월 28일에는 두 장의 디스크 세트로 발매되었다.
헤일로 워즈의 경우 게임 음악 작업은 스테픈 리피 에게 있었다. 리피는 영감을 얻기 위해 오도넬의 사운드트랙을 듣고 헤일로 테마를 편곡의 일부로 통합했다. 합창 및 오케스트라 구성 요소 외에도 리피는 합창단과 피아노에 집중하여 헤일로 사운드를 만들었다. 노스웨스트 신포니아를 사용하는 대신 리피는 프라하로 여행을 가서 필름하모닉 오케스트라와 녹음한 후 미국으로 돌아와 음악을 완성했다. 사운드트랙의 독립형 컴팩트 디스크 및 디지털 다운로드 소매 버전은 2009년 1월 2월 17일 출시를 위해 발표되었다.
헤일로 4 의 음악은 닐 대비지 와 카즈마 지노우치가 작곡했다. 헤일로 4 오리지널 사운드트랙은 2012년 10월 22일에 출시되었으며 11월 6일에는 2개의 디스크로 구성된 스페셜 에디션이 출시되었다. 닐 대비지는 343 인더스트리의 외부 작곡가로 일했으며  카즈마 지노우치가 헤일로 5: 가디언즈의 음악 제작 책임을 인계받았다. 헤일로 4의 닐 대비지와 카즈마 지노우치의 음악은 독창적인 음악으로 인정받았지만 기존의 헤일로와는 너무 다르다는 평가를 받았다.
2014년, 카즈마 지오누치는 헤일로 5: 가디언즈의 사운드트랙을 작곡할 것이라고 했다. 2015년 10월 30일 헤일로 5: 가디언즈의 오리지널 사운드트랙이 CD와 축음기 음판으로 출시되었다. 사운드트랙은 체코 프라하에 위치한 30인조 합창단을 이용했다. 오케스트라 사운드트랙은 5번의 기간 동안 애비 로드 스튜디오에서 녹음되었다.
2017년, 343 인더스트리 및 크리에이티브 스튜디오는 헤일로 워즈 2라는 제목의 헤일로 워즈의 속편을 발표했다. 사운드트랙은 거의 모든 이전 헤일로 타이틀의 오디오와 음악을 도왔던 폴 리스폰의 지휘 하에 고비 합, 브라이언 리 화이트 와 브라이언 프리포가 제작했다. 헤일로 워즈 2 사운드 트랙은 일편의 그것과 유사하지만 캐릭터를 위한 음악이 추가되었다. 오리지널 게임 사운드트랙은 2017년 2월 17일에 출시되었으며 2017년 2월 21일에 디지털로 출시되었다.

## 파생상품
헤일로 프랜차이즈에는 비디오 게임 이외의 다양한 유형의 상품이 있다. 액션 피규어에서부터 마운틴 듀의 포장에 이르기까지 많은 베스트셀러 소설, 그래픽 노블 및 기타 라이선스 제품들이 판매되었다. 헤일로를 기반으로 한 수많은 액션 피규어와 차량이 제작되었다. 조이라이드 스튜디오즈는 헤일로 액션 피규어를 만들었다. 맥플레런 토이즈에서도 피규어를 제작했으며 2007년과 2008년에 가장 많이 팔린 액션 피규어가 되었다. 메가블록은 마이크로소프트와 협력하여 헤일로 워즈 테마 장난감을 생산했다.

### 서적

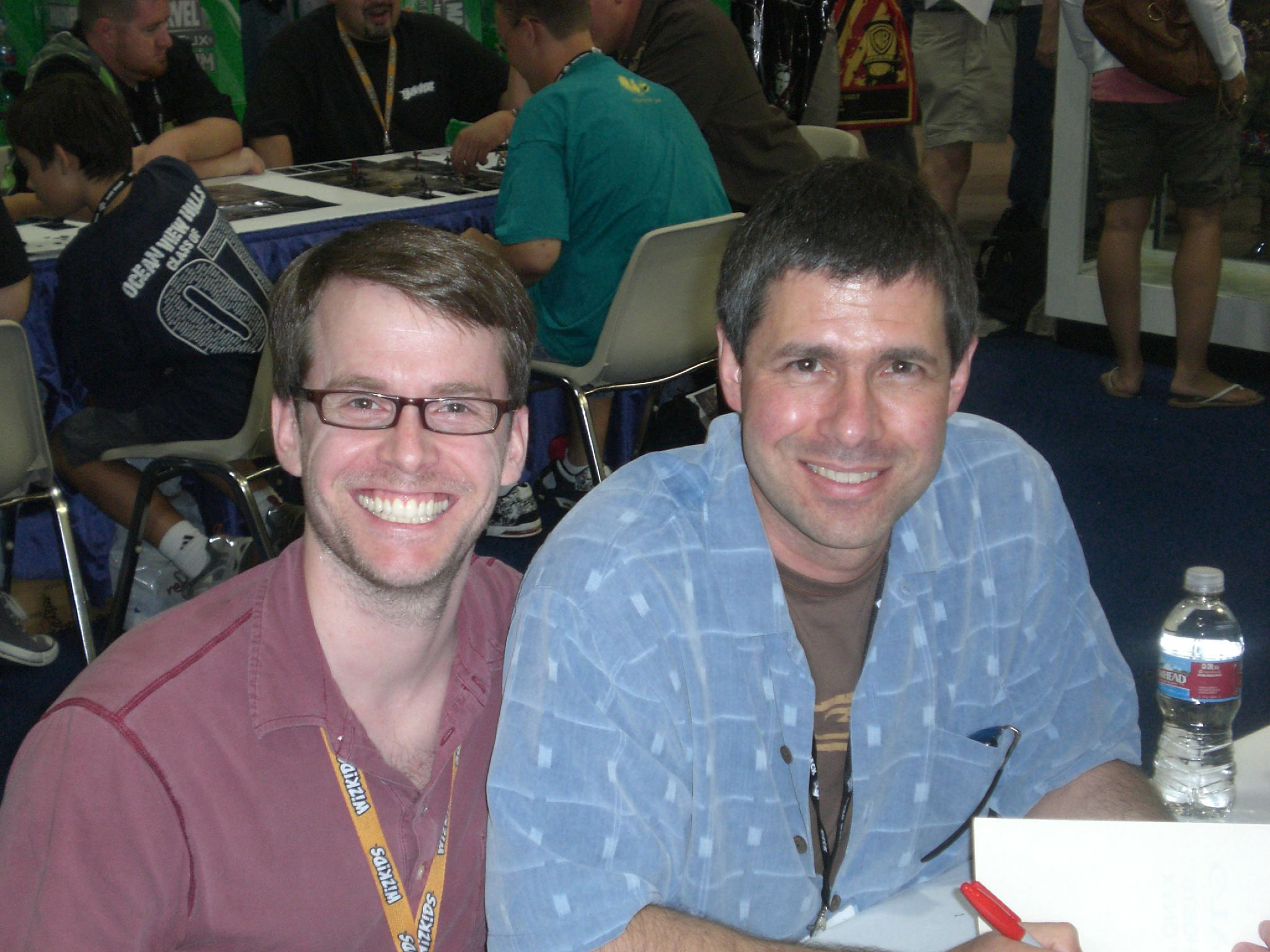
헤일로 작가 조셉 스태이튼 과 에릭 뉼런드

마이크로소프트는 멀티미디어 분야에서 많은 노력을 기울였고 그 일환으로 마이크로소프트 스튜디오는 전쟁의 서막에 대한 연계 소설을 만들기로 결정했다. 에릭 뉼런드는 7주만에 헤일로: 리치 행성의 함락을  완성했으며 2001년 10월에 출판되었다. 게임 자체의 스토리는 2003년 윌리엄 디에츠에 의해 헤일로 플러드의 출현이라는 소설로써 재탄생했다. 뉼런드는 선제 타격 작전 (2003)과 오닉스의 유령(2006)를 포함한 추가 헤일로 작품을 만들었다. 다른 소설들은 조셉 스테이튼, 캐런 트래비스, 그렉 베어 ,맷 포벅, 존 셜리, 트로이 데닝 및 카산드라 로즈 클라크에 의해 저술되었다.
헤일로 단편 소설 모음 헤일로: 에볼루션즈는 2009년 11월에 인쇄본과 오디오북 형식으로 동시에 출시되었다. 에볼루션즈에는 뉼런드, 버켈,캐런 트래비스의 자료와 번지의 기여가 포함되어있다. 토르는 새로운 콘텐츠와 표지 아트로 헤일로의 첫 세 편의 소설을 다시 출시했다. 또 다른 컬렉션인 헤일로: 프랙쳐즈는 2016년에 이전에 발표된 단편 소설을 편집해서 출시되었다.
2021년 8월까지 헤일로 시리즈는 다양한 작가의 36편의 소설로 구성되었다.

### 만화
헤일로 세계는 2006년 4개의 단편 소설 모음집 더 헤일로 그래픽 노블이 출시되면서 처음으로 그래픽 노블의 형태로 제작되었다. 그래픽 노블리스트 리 해먹, 제이 라베르, 츠토무 니하이, 브렛 르위스, 시몬 비슬리, 에드 리 및 진 지라우드가 글을 쓰고 그림을 그렸다. 2007년 뉴욕 코믹콘에서 마블 코믹스는 브라이언 마이클 벤디스와 알렉스 말레프와 함께 헤일로 시리즈를 작업할 것이라고 발표했다. 헤일로: 업라이징이라는 제목의 시리즈는 헤일로 2와 헤일로 3 사이의 이야기르 다룬다.  처음에는 헤일로 3 가 출시되기 직전에 끝낼 예정이었으나 지속적인 지연으로 인해 2009년 4월에 최종 호가 출판되었다.
마블은 2009년 코믹콘에서 피터 데이비드의 5부작과 프레드 벤렌티 집필한 두 번째 시리즈가 각각 다가오는 여름과 겨울에 등장할 것이라고 발표했다. 데이비드의 시리즈인 헤일로: 헬점퍼는 헤일로: 전쟁의 서막 이전의 궤도 강하 타격대에 중점을 둔다. 5부작 시리즈는 2009년 7월과 11월 사이에 출판되었다. 원래 스파르탄 블랙이라는 제목을 가진 렌트의 시리즈는 UNSC 해군 정보 사무소에 배정된 스파르탄 슈퍼솔져로 구성된 블랙 옵스 팀을 중심으로 전개된다. 브랜드가 변경된 만화 헤일로: 블러드 라인은 2009년 12월에 출판되었다. 헤일로: 리치 행성의 함락이라는 소설을 만화로 재구성한 것은 가장 최근의 만화 시리즈인 헤일로: 리치 행성의 함락이다. 리치 행성의 함락은 부트 캠프, 코버넌트 및 침공의 세 가지 미니 스토리로 나뉜다. 2013년에 두 개의 새로운 시리즈가 발표되었다. 3부작 시리즈인 헤일로:이니시에이션 은 2013년 8월 브라이언 리드가 작가로 복귀하여 출시되었다. 또한 헤일로 4 직후의 기간을 다루는 진행 중인 만화 시리즈인 헤일로:에스컬레이션 도 발표되었다.
2021년 8월까지 헤일로 시리즈는 다양한 작가가 쓴 13개의 서로 다른 그래픽 노블과 만화책 시리즈로 구성되어있다.

### 실사 영화
2005년에 컬럼비아 픽처스의 피터 슐레슬 사장은 헤일로 영화를 제작하기 위해 스튜디오 시스템 외부에서 작업하기 시작했다. 알렉스 가랜드는 대본을 쓰고 마스터 치프 복장을 한 택배 기사가 스튜디오로 보냈다. 마이크로소프트의 조건은 총액의 15%인 1000만 달러였고, 대부분의 영화 제작사들은 마이크로소프트의 위험 부담이 적다는 이유로 패스되었다. 20세기 폭스와 유니버설 픽쳐스는 마이크로소프트에 5백만 달러를 지불하고 영화 제작에 협력하기로 결정했다. 마이크로소프트는 10%를 가져가기로 했다. 피터 잭슨은 이규제큐티브 프로듀서로, 닐 볼롬캠프가 감독으로제작에 참여하기로 예정되었었다. 블롬캠프가 계약하기 전에 기예르모 델 토로가 감독을 협상했다.
D. B. 와이스와 조쉬 올슨은 2006년에 갈랜드의 대본을 다시 작성했다. 영화의 사전 제작은 여러 번 중단되었다가 다시 시작되었다. 그해 말, 20세기 폭스는 프로젝트에서 철수하겠다고 통보했고, 유니버설은 잭슨과 슐레셀에게 최후 통첩을 보냈다. 그들의 퍼스트 달러 그로스 거래 액수를 줄이지 않으면 프로젝트가 종료될 상황이었다. 둘 다 거부했고 프로젝트가 중단되었다. 블롬캠프는 2007년 후반에 프로젝트가 종료되었다고 선언했으나 잭슨은 이 영화가 여전히 만들어질 것이라고 주장했다. 블롬캠프와 J잭슨은 디스트릭트 9에서 공동 작업했지만 감독은 슬래시필름에 더 이상 헤일로 영화 작업을 고려하지 않고있다고 말했다. 이후 영화에 대한 권리는 마이크로소프트에 반환되었다. 블롬캠프는 헤일로 3의 홍보용으로 일련의 실사 단편을 제작할 것이며 헤일로:랜드폴이라는 제목으로 확정되었다.

#### 헤일로 4: 포워드 언투 던
헤일로 4: 포워드 언투 던은 헤일로를 배경으로 한 실사 영화이자 미니시리즈이다. 장편 영화로 촬영되었지만 포워드 언투 던은 원래 5개의 대략 15분 에피소드로 구성된 웹 시리즈로 나왔으며 첫 번째 에피소드는 2012년 10월 5일에 공개되었으며 마지막 에피소드는 2012년 11월 2일에 공개되었다. 2526년경 인간-코버넌트 전쟁 초기에 발생한 이 시리즈의 줄거리는 코불로 군사과학학교의 젊은 사관 후보생인 토마스 라스키에게 마스터 치프가 그를 장군이 되도록 영감을 준 방법에 대해 전개된다. 라스키는 또한 UNSC 인피니티의 사령관으로 헤일로 4에서 두드러진 캐릭터이다. 시리즈 이름은 UNSC 호위함 포워드 언투 던에서 왔으며 또한 시에서 영감을 얻었다. 영화 컷은 2012년 12월 4일 블루레이와 DVD로 출시되었다.

#### 헤일로: 나이트폴
2014년 4월 3일, 리들리 스콧과 그의 제작 회사인 스콧 프리 프로덕션이 343 인더스트리 및 엑스박스 엔터테인먼트 스튜디오와 함께 헤일로  영상작업을 진행 중이라고 발표했다. 스콧이 총괄 프로듀서를 맡았고 데이비드 저커와 세리지오 미미카-게잔이 감독을 맡았다. 이 기능은 머시니마의 헤일로 4: 포워드 언투 던과 동일한 형식을 따를 것으로 예상되었다. 2014년 6월 9일 E3 2014에서 헤일로: 나이트폴이라는 제목의 영상이 2014년 11월 출시 될 헤일로: 마스터 치프 콜렉션에 포함될 것이라고 발표했다. 마이클 콜터 연기한 헤일로 시리즈의 새로운 캐릭터인 제임스 로크가 등장하며, 이 이야기는 그 캐릭터의 기원에 관한 이야기다. 로크는 헤일로 5: 가디언즈 의 표지 아트에 묘사된 스파르탄 중 한 명이며 시리즈에서 큰 역할을 할 예정이다. 2014년 7월 24일 343 인더스트리는 이 것의 첫 번째 예고편을 공개했다. 헤일로: 나이트폴 은 엑스박스 원, 윈도우즈 8.1 및 윈도우즈 폰 용 애플리케이션인 헤일로 채널을 통해 시청할 수 있다. 2015년 3월 16일에 이 시리즈는 디스크에서 스트리밍, 다운로드 및 구매할 수 있게 되었다.

#### 파라마운트+ 텔레비전 시리즈
2013년 5월 21일 엑스박스 엔터테인먼트 스튜디오와 343은 현재 Amblin Television을 통해 스티븐 스필버그를 총괄 프로듀서로 하는 헤일로의 실사 TV 쇼를 제작할 것이라고 발표했다. 원래 제목은 헤일로: 더 텔레비전 시리즈였다. 닐 볼롬캠프가 시리즈를 감독한다는 소문이 돌았다. 그후 엑스박스 엔터테인먼트 스튜디오는 2014년에 폐쇄되었다. 나중에 이 시리즈가 미국 프리미엄 케이블 네트워크인 쇼타임에서 초연될 것이라고 발표되었다. 수년 동안 개발되었고, 2018년 3월 1일, 시리즈가 2018년 말에 촬영을 시작할 것이라고 발표되었으며 시리즈는 2019년 중후반에 방영될 것으로 추측되었다. 2018년 6월 28일 카일 킬렌은 쇼러너이자 총괄 프로듀서로, 루퍼트 와이엇은 감독이자 총괄 프로듀서로 고용되었다. 2018년 12월 4일 와이엇은 일정 충돌로 인해 프로젝트의 감독이자 총괄 프로듀서에서 물러났다. 2019년 2월 21일 오토 배서스트가 와이엇을 대신하여 감독 및 총괄 프로듀서로 임명되었다. 2019년 4월 17일, 파블로 슈라이버가 마스터 치프에 캐스팅되었다고 발표되었다. 2019년 8월 2일 데드라인 은 나타샤 매컬론이 코타나와 캐서린 핼시 박사의 역할에 캐스팅되었다고 보도했다 . 보킴 우드바인도 소렌-066으로 캐스팅되었으며 샤바나 아즈미와 함께 마가렛 파란코프스키 제독, 예린 하 가 콴 하로 캐스팅되었다. 그리고 또한 시리즈가 2021년 초에 공개될 것이라고 발표되었다. 촬영은 공식적으로 2019년 10월에 시작된 것으로 잘못 알려졌었다. 2020년 11월, 맥헐론은 헤일로 프랜차이즈의 모든 주요 게임에서 코타나의 목소리를 낸 젠 타일러에 의해 코타나의 역할로 다시 캐스팅되었다고 밝혔다. 그런 다음 촬영이 2021년 2월에 시작되었으며 ViacomCBS가 쇼타임의 제작 크레딧을 유지하면서 방영을 Paramount+에서 하기로 결정했다.

### 애니메이션 시리즈
마이크로소프트는 코믹콘 2009에서 헤일로 레전드라고 불리는 7개의 단편 애니메이션 시리즈를 제작한다고 발표했다. 343 인더스트리가 자금을 지원한 이 애니메이션은 본즈, 카시오 엔터테인먼트, 프로덕션 IG, Studio 4°C 및 도에이 애니메이션의 5개 일본 제작사에서 제작했다. 애플시드 및 애플시드 엑스머시나의 창작자이자 감독인 신지 아라마키는 이 프로젝트의 크리에이티브 디렉터를 역임했다. 워너 브라더스는 2010년 2월 DVD와 블루레이로 레전드를 배포했다. 6개의 이야기는 공식적으로 헤일로 캐넌의 일부이며, 7번째는 도에이에서 우주를 패러디하려는 의도로 제작되었다.
리치 행성의 함락 애니메이션 버전은 헤일로 5: 가디언즈 한정판 및 콜렉터즈 에디션에 포함되었다.

## 판매 및 평가
| Date              | Total units sold | Ref.    |
| ----------------- | ---------------- | ------- |
| August 30, 2007   | 14.5+ million    | [ 175 ] |
| January 8, 2009   | 25+ million      | [ 176 ] |
| May 24, 2010      | 34+ million      | [ 177 ] |
| October 31, 2012  | 46+ million      | [ 178 ] |
| October 19, 2014  | 60+ million      | [ 179 ] |
| July 13, 2015     | 65+ million      | [ 180 ] |
| February 24, 2021 | 81+ million      | [ 181 ] |

| Date          | Total gross  | Ref.    |
| ------------- | ------------ | ------- |
| October 2015  | $4.6 billion | [ 182 ] |
| November 2021 | $6 billion   | [ 183 ] |

| 게임                              | 메타크리틱                       |
| --------------------------------- | -------------------------------- |
| Halo: Combat Evolved              | Xbox: 97 PC: 83                  |
| Halo 2                            | Xbox: 95 PC: 72                  |
| Halo 3                            | Xbox 360: 94 PC: 88              |
| Halo Wars                         | Xbox 360: 82                     |
| Halo 3: ODST                      | Xbox 360: 83                     |
| Halo: Reach                       | Xbox 360: 91 PC: 81              |
| Halo: Combat Evolved Anniversary  | Xbox 360: 82 PC: 79              |
| Halo 4                            | Xbox 360: 87                     |
| Halo: Spartan Assault             | PC: 70 Xbox One: 53 Xbox 360: 51 |
| Halo: The Master Chief Collection | Xbox One: 85                     |
| Halo: Spartan Strike              | iOS: 86 PC: 66                   |
| Halo 5: Guardians                 | Xbox One: 84                     |
| Halo Wars 2                       | Xbox One: 79 PC: 70              |
| Halo Infinite                     | Xbox Series X/S: 87 PC: 81       |

헤일로 프랜차이즈는 상업적으로나 비평적으로 매우 성공적이었다. 헤일로: 전쟁의 서막은 출시후 두달동안 엑스박스 판매량의 절반 이상 판매되었다. 헤일로 2는 공개 당일 1억 2500백만 달러치를 판매해, 미국에서 가장 많이 팔린 미디어 상품이 되었다. 두 게임은 헤일로 3 출시전에 도합 1억 4800 만장 판매되었다.

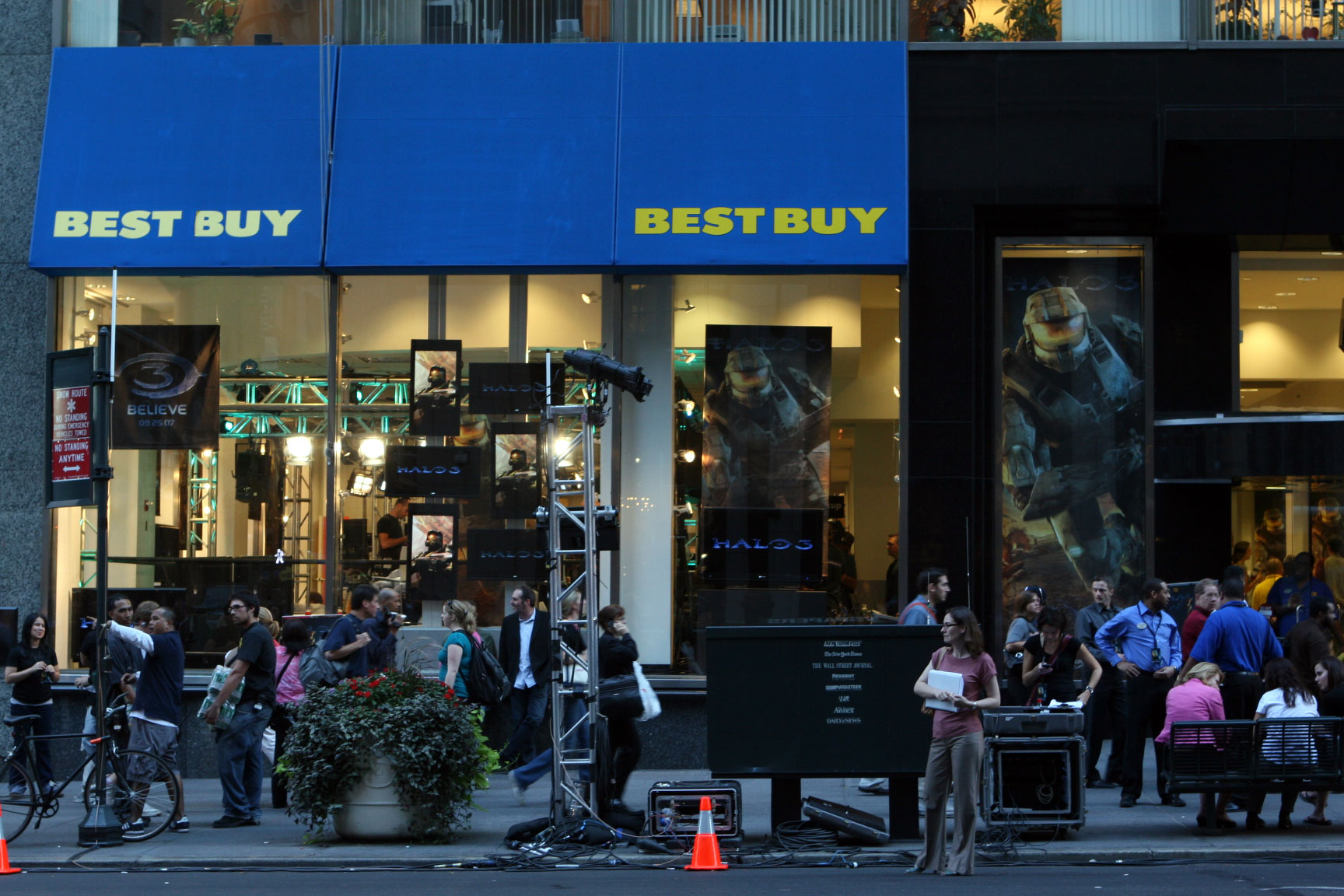
헤일로 3 출시일의 뉴욕 시 베스트바이 매장에 줄을 선 사람들

게임스팟은 헤일로 3가 판매 하루전인 2007년 9월 24일, 소매점에 4200만 장 전달되었다고 밝혔다. 이는 세계 신기록이었다. 헤일로 3는 24시간만에 1억 7000만 달러를 벌어들여 오락 산업 역사상 최대 기록을 세웠다. 전세계적으로는, 일주일동안 3억 달러의 매출이 발생하였으며 엑스박스 360의 판매는 평균보다 두배 증가했다. 2007년 말, 헤일로: 2와 헤일로: 전쟁의 서막은 각각 엑스박스의 최다 판매 게임이었고 헤일로: 3는 엑스박스 360의 최다 판매 게임이었다. 헤일로 워즈는 백만 대 이상 판매된 베스트셀러 RTS 콘솔 게임이었다. 헤일로 시리즈는 2009년 8월까지 2천 7백만 장, 2010년 5월까지 3천 4백만 장 이상 판매되었다. 토르 북스는 프랜차이즈 전체의 매출이 17억 달러 이상이라고 보고했다. 그중 리치 이전의 번지 게임들이 15억 달러를 차지했다. 헤일로 2, 헤일로 3, 3 ODST  및 리치 의 사운드트랙은 모두 빌보드 200 차트에 최소 일주일 동안 올라가 있었다. 2011년 5월까지 헤일로 상품의 총 매출액은 20억 달러였고, 판매량은 4000만 장이었다. 2011년 7월에는 2억 3000만 달러를 기록했고, 2012년 1월에는 2억 8000만 달러의 매출을 기록했다.2015년 10월 프랜차이즈 전체의 매출은 46억 달러로, 그중 25%는 게임 관련 상품에서 발생한 것이 아니었다.
헤일로의 책 시리즈도 성공적이었다. 소설의 대부분은 출판사 주간 베스트셀러 차트에 올라갔고 헤일로 그래픽 노블들은 10만부 이상 판매되었으며, 게임 기반의 그래픽 노블 중에서는 이례적 흥행이었다. 오닉스의 유령, 컨택트 하비스트, 콜 교전수칙 및 크립텀의 첫 번째 권은 New York Times 베스트 셀러 목록에 나타났으며 콜 교전수칙도 USA 투데이의 베스트셀러 50위에 올랐다.
Tor의 첫 세 소설들은 2009년 4월까지 100만부 이상 판매되었다.
전반적으로 헤일로 시리즈는 비평가들로부터 매우 좋은 평가를 받았다. 헤일로: 전쟁의 서막는 수많은 올해의 게임 상을 수상했다. 2007년 3월 IGN은 이 게임을 역대 최고의 엑스박스 게임으로 선정했으며 독자들은 "IGN 독자 선정 최고의 게임 2006"에서 역대 최고의 게임 14위로 선정했다. 반대로 게임스파이는 반복적인 레벨 디자인과 온라인 멀티플레이어 모드의 부재를 이유로 헤일로: 전쟁의 서막를 "역사상 가장 과대평가된 25개 게임" 목록에서 10위로 선정했다. 헤일로 2는 IGN이 2007년 3월 역대 최고의 Xbox 게임 2위에 등재되는 등 수많은 상을 수상했다. 2004년 11월 엑스박스 최초 출시부터 2006년 11월 Xbox 360용 기어스 오브 워까지  2년간 헤일로 2는 엑스박스 라이브에서 가장 인기 있는 비디오 게임이었다. 헤일로 3는 여러 상을 수상했다. 타임 "올해의 게임"에 선정되었으며 IGN이 2007년 최고의 Xbox 360 온라인 멀티플레이어 게임 및 혁신적인 디자인으로 선정했다. 대부분의 언론들은 멀티플레이어를 최고의 기능 중 하나로 불렀다. IGN은 멀티플레이어 맵 라인업이 시리즈 중 가장 강력하다고 밝혔고 게임스파이는 멀티플레이어 제공이  헤일로 베테랑들을  크게 기쁘게 할 것이라고 덧붙였다. 불만은 게임의 줄거리에 집중되었다. 뉴욕 타임즈는 이 게임의 각본이 좋지 않다고 했으며 토탈 비디오 게임즈는 싱글 플레이어 측면이 궁극적으로 실망스럽다고 판단했다고 말했다. 시리즈의 음악과 오디오는 게임 평론가들로부터 열광적인 반응을 받았다.

## 문화적 영향
오리지널 삼부작은, 특히 그것에 등장한 주인공은 게임의 상징적 존재가 되었다. 마스터 치프의 밀랍 복제품은 라스베거스의  마담 투소에 의해 만들어졌으며  피트 웬츠는 이 캐릭터를 스파이더맨, 프로도 베긴스 및 루크 스카이워커와 같은 이전 세대의 주목할만한 캐릭터와 비교했다. 현실 도피의 저자 로저 트래비스는 게임의 정치와 종교에 관한 내용을 베르길리우스의 아이네이스와 비교했다. 게임즈TM은  헤일로: 전쟁의 서막이 "비디오 게임 전투를 영원히 바꾸었다"고 밝혔고, 헤일로: 2는 엑스박스 라이브를 커뮤니티로 만들었다고 언급했다. 게임 데일리는 헤일로에 대해 미국 역사상 게임 출시 행사가 전국가적 이벤트가 된것은 처음이라고 밝혔다. 타임 지는 "2005 타임 100"에 이 프랜차이즈를 포함시켰고 헤일로 2 출시 후 처음 10주 동안 플레이어들이 9100만 시간을 게임에서 소비했다고 보고했다  . 뉴욕 타임즈 보고서는 헤일로의 성공을 언급했다. 헤일로 3는 소비자가 엑스박스를 구매하도록 유도하는 마이크로소프트의 중요 전략이었으며,  닌텐도 Wii 비해 판매량이 줄고 있던  엑스박스 360의 이미지를 복원하는 데 도움이 되었다. 헤일로 3 의 출시일인 2007년 9월 25일에 마이크로소프트의 주가는 게임에 대한 판매 기대치로 인해 1.7% 상승했다. 헤일로는 다른 1인칭 슈팅 게임에서 도입되는 주요 3부작의 특징과 함께 슈팅게임을 재창조한 시리즈로써 평가되었다.
버라이어티는 헤일로를 스타워즈와 같다고 평가했다. 그들은 팬덤을 " 헤일로 국가"라고 했다.

### 머시니마
크고 활동적인 팬 기반을 갖춘 인기 있는 비디오 게임 시리즈인 헤일로 3부작은 머시니마 기반의 비디오를 만들었다. 헤일로를 기반으로 한 거의 모든 머시니마 영상은 메인 3부작의 멀티플레이어 모드에서 가져왔다. 대부분의 작품은 헤일로 캐넌외부를 배경으로 하고 다른 작품은 이야기와 밀접하게 관련된 팬 픽션을 기반으로 한다.헤일로 3에는 이전 게임에서 불가능했던 카메라 앵글을 허용하는 저장 필름 기능과 제작을 단순화하는 기타 기능이 포함되어 있다. 이 게임은 머시니마를 생성하는 가장 인기 있는 도구 중 하나가 되었으며 마이크로소프트는 이러한 영화의 비상업적 배포를 허용하도록 소프트웨어 사용권 동의 관련 조항을 수정했다.
주목할만한 헤일로 머시니마는 루스터 티스 프로덕션의 코미디 시리즈 Red vs Blue다. 헤일로 머시니마는 머시니마에서 비할 데 없는 수준의 성공을 달성했다. 해당 장르에 대한 관심을 불러일으킨 것으로 평가된다. Red vs Blue의 매출액은 2억 달러로, 번지로부터 특별 에피소드 제작 요청이 들어오기도 했다. 첫 번째 시리즈인 블러드 걸치 연대기는 100개의 정규 에피소드와 수많은 홍보 동영상을 거쳐 2007년 6월 28일에 종료되었다. 후속 시리즈에는 코미디였던 전작보다 더 극적인 요소를 포함하는 더 리콜렉션,프로젝트 프리랜서,코러스 삼부작,앤솔로지 및 시스노의 역설이 있다. 다른 기계 시리즈에는 Arby'n the Chief, 파이어팀 찰리, 더 코덱스  및 게임 내 인터뷰 쇼 디스 스파르탄 라이프가 있다.

### E스포츠
플레이어들은 첫 번째 게임이 출시된 후 Halo 토너먼트와 지역 파티를 만들기 시작했다. 번지는 이 경기의 성공을 보고 영감을 얻어 Halo 2의 온라인 멀티플레이어 구성 요소를 제작했다.
더 큰 단체들은 곧 헤일로 대회를 개최하기 시작했다.  2002년 8월, G4는 스타 트렉으로 유명한 Wil Wheaton이 주최하는 전국의 16명의 선수가 참가하는 무료 토너먼트인 헤일로 내셔널 챔피언쉽 파이널을 주최했다. 게임 전문가 협회(AGP)는 헤일로에만 집중하여 2002년 11월에 첫번째 이벤트를 개최했다. 친구들이 헤일로 경기에 베팅하는 것에 영감을 받아 마이크 셉소와 서댄스 디지오바니는 같은 해에 메이저 리그 게이밍을 결성했다.
마이크로소프트와 343 인더스트리는 2014년에 헤일로 챔피언쉽 시리즈 ( HCS )라고 하는 자체 전문 헤일로 리그를 만들었다. 그것은 ESL( Electronic Sports League)과 제휴하여 시작되었다. 시즌 1과 2는 마스터 치 프 컬렉션에서 실행되었다. 2015년 8월 마이크로소프트는 헤일로 5 의 데뷔 이벤트가 될 새로 발표된 헤일로 월드 챔피언십에 대해 HCS의 총 상금 을 100만 달러로 늘릴 것이라고 발표했다. 이 상금은 나중에 크라우드 펀딩으로 발표되었으며, 결과적으로 메이저 리그 게이밍은 상금이 2백만 달러로 올라갔다고 발표했다. 그 주 후반에 343은 상금이 250만 달러로 고정되었다고 발표했다. 이것은 가장 큰 콘솔 E스포츠 상금이었다.